# Günter Perleberg
Günter Perleberg (n. 17 martie 1935, Brandenburg an der Havel, Statul Liber Prusia⁠(d), Germania – d. 1 august 2019, Garbsen, Saxonia Inferioară, Germania) a fost un caiacist ce a reprezentat Germania, medaliat olimpic. A participat la 2 ediții ale Jocurilor Olimpice (1960, 1964) în care a câștigat o medalie de aur și o medalie de argint.